# هندريك فيرورد
هندريك فرينش فيرورد (8 سبتمبر 1901 - 6 سبتمبر 1966) رئيس وزراء جنوب أفريقيا السابع من 2 سبتمبر 1958 إلى 6 سبتمبر 1966.

## روابط خارجية
- هندريك فيرورد على موقع الموسوعة البريطانية (الإنجليزية)
- هندريك فيرورد على موقع مونزينجر (الألمانية)